# Zdravotně sociální fakulta Jihočeské univerzity
Zdravotně sociální fakulta Jihočeské univerzity vznikla v roce 1991 a jde o jednu z osmi fakult Jihočeské univerzity.
V roce 2015 zde studovalo kolem 2200 studentů na 6 ústavech. Její děkankou je Ivana Chloubová. Dá se na ní studovat 14 bakalářských, čtyři navazující magisterské a tři doktorské studijní programy.

## Seznam děkanů fakulty
- doc. PhDr. Jana Šemberová, CSc. (1991–1998)
- Doc. MUDr. Vladimír Vurm, CSc. (1998–2004)
- prof. MUDr. Miloš Velemínský, CSc., dr.h.c. (2004–2011)
- prof. PhDr. Valérie Tóthová, Ph.D. (od února 2011)

## Ústavy
- Ústav fyzioterapie a vybraných medicínských oborů
- Ústav humanitních studií v pomáhajících profesích
- Ústav laboratorní diagnostiky a veřejného zdraví
- Ústav ošetřovatelství, porodní asistence a neodkladné péče
- Ústav sociálních a speciálněpedagogických věd
- Ústav radiologie, toxikologie a ochrany obyvatelstva